# 中山祐一朗
中山祐一朗（なかやま ゆういちろう、1970年〈昭和45年〉9月9日 - ）は、日本の俳優。岐阜県可児市出身。演劇プロデュースユニット「阿佐ヶ谷スパイダース」所属。所属事務所はゴーチ・ブラザーズ。
幼少期をドイツで過ごした帰国子女。明治大学の演劇サークル「騒動舎」を経て、1995年「iOJO!」を結成、1997年に退団。
阿佐ヶ谷スパイダースへは1998年『SPIDERS LIMITED』以降の全公演に出演。正式加入は2001年の『ライヒ』より。
ほんわかした雰囲気の中に、時折見せる狂気が持ち味。

## 主な作品

### 舞台
- 1998年
  - 阿佐ヶ谷スパイダース 『SPIDERS LIMITED』
  - 阿佐ヶ谷スパイダース 『鮫'98』
- 1999年
  - 阿佐ヶ谷スパイダース 『メロディ』
  - 阿佐ヶ谷スパイダース 『綺麗』
  - 阿佐ヶ谷スパイダース 『スキャンティ・クラシッコ』
- 2000年
  - 阿佐ヶ谷スパイダース 『イヌの日』
- 2001年
  - 阿佐ヶ谷スパイダース 『ライヒ』
  - 長塚JESUS 『テキサス〜』
  - KERA MAP 『暗い冒険』
  - 阿佐ヶ谷スパイダース 『日本の女』
- 2002年
  - 阿佐ヶ谷スパイダース 『十字架』
  - パルコ・リコモーションプロデュース 『ダブリンの鐘つきカビ人間』
  - 阿佐ヶ谷スパイダース 『ポルノ』
  - パルコプロデュース 『マイ・ロックンロール・スター』
- 2003年
  - パルコ・リコモーションプロデュース 『人間風車』
  - ペンギンプルペイルパイルズ 『ドリルの上の兄妹』
  - 阿佐ヶ谷スパイダース 『みつばち』
  - パルコプロデュース 『ウィー・トーマス』
  - 阿佐ヶ谷スパイダース 『ともだちが来た』（演出）
- 2004年
  - 阿佐ヶ谷スパイダース 『はたらくおとこ』
  - ヴィレッヂプロデュース 『真昼のビッチ 〜The Bitch Shouts in the Midday.〜』
  - G2プロデュース 『痛くなるまで目に入れろ』
  - パルコプロデュース 『ピローマン』
- 2005年
  - 阿佐ヶ谷スパイダース 『悪魔の唄』
  - パルコプロデュース 『LAST SHOW -ラストショウ-』
  - damim 『ハイキングフォーヒューマンライフ』
  - パルコ・リコモーションプロデュース 『ダブリンの鐘つきカビ人間』
- 2006年
  - 阿佐ヶ谷スパイダース 『桜飛沫』
  - 『Myth』
  - WOWOW presents 『小鹿物語』
  - 阿佐ヶ谷スパイダース 『イヌの日』
- 2007年
  - 『殺人者』
  - 阿佐ヶ谷スパイダース 『少女とガソリン』
  - 『ドラクル　GOD FEARING DRACUL』
  - NODA・MAP第13回公演『キル』
- 2008年
  - パルコ・リコモーションプロデュース『MIDSUMMER CAROL ガマ王子 vs ザリガニ魔人』
  - 阿佐ヶ谷スパイダース 『失われた時間を求めて』
  - 『昭和島ウォーカー』
- 2009年
  - wat mayhem『パンク侍、斬られて候』
  - ニッポン放送開局55周年記念公演　舞台『キサラギ』
  - パルコプロデュース『斎藤幸子』
  - 猫のホテルpresents 『ザ ベスト オブ 表現・さわやか』
  - PATHOS PACK『ユエナキ子』
- 2011年
  - 阿佐ヶ谷スパイダース『荒野に立つ』（シアタートラム）
  - ヨーロッパ企画『ロベルトの操縦』
- 2012年
  - 『日々の暮し方』（あうるすぽっと）
- 2017年
  - 『グリーンマイル』（2017年9月30日 - 10月22日、東京グローブ座 / 11月4日 - 11月8日、京都劇場）[1]
- 2020年
  - 音楽劇 アルトゥロ・ウイの興隆（2020年1月11日 - 2月2日、神奈川芸術劇場）
- 2022年
  - ようこそ、ミナト先生（2022年6月4日 - 19日、新国立劇場 中劇場 / 2022年6月29日 - 7月3日、梅田芸術劇場 メインホール） - 本田太一 役[2]
- 2024年
  - 『銀行強盗にあって妻が縮んでしまった事件』（2024年4月1日 - 14日、日本青年館ホール / 4月20日・21日、COOL JAPAN PARK OSAKA WWホール / 4月26日 - 28日、御園座）[3]
  - 『ライカムで待っとく』（2024年5月24日 - 6月2日、KAAT神奈川芸術劇場 / 6月7日・8日、ロームシアター京都 サウスホール / 6月15日、久留米シティプラザ 久留米座 / 6月22日・23日、那覇文化芸術劇場なはーと 小劇場）[4]
- 2025年
  - Bunkamura Production 2025『泣くロミオと怒るジュリエット2025』（2025年7月6日 - 28日、THEATER MILANO-Za / 8月2日 - 11日、森ノ宮ピロティホール）[5]

### 映画
- 2002年
  - 短編 『ふたり』（脚本・監督／長塚圭史）
- 2006年
  - 『陽気なギャングが地球を回す』
  - 『ユビサキから世界を』（脚本・監督／行定勲）
- 2007年
  - 『スピードマスター』（監督／須賀大観）
- 2008年
  - 『ちーちゃんは悠久の向こう』西 一洋 役
  - 『アフタースクール』（脚本・監督／内田けんじ） - ビデオ鑑賞店の店員
- 2011年
  - 『サラリーマンNEO 劇場版(笑)』（監督／吉田照幸）
- 2015年
  - 『映画 深夜食堂（監督／松岡錠司）
- 2016年
  - 『続・深夜食堂』（監督／松岡錠司）
- 2025年
  - 『ミーツ・ザ・ワールド』（監督／松居大悟）[6]

### テレビ
- 2002年
  - フジテレビ 『ホーム&アウェイ』
- 2005年
  - CS 『STEP BY STEP』ナビゲーター
  - NHK 『どんまい!』
- 2006年
  - フジテレビ『劇団演技者。』
  - NHK『謎のホームページ サラリーマンNEO』
- 2007年
  - NHK『サラリーマンNEO Season2』
- 2008年
  - NHK『サラリーマンNEO Season3』
  - NHK『世直しバラエティー カンゴロンゴ』
- 2009年
  - 毎日放送『深夜食堂』シリーズ
- 2010年
  - NHK『10年先も君に恋して』
  - 『私が初めて創ったドラマ テツトモ』（2010年、NHK BShi）
  - テレビ東京 ドラマ24 『トラブルマン』 - 亀田太一 役
- 2011年
  - テレビ朝日『Dr.伊良部一郎』 - 倉本 役
  - NHK『サラリーマンNEO Season6』
- 2011年
  - 読売テレビ『たぶらかし-代行女優業・マキ-』 - 下川 役
  - テレビ東京さかさまTV - マスター役
- 2012年
  - 日本テレビ 金曜ロードSHOW! 特別ドラマ企画『家族、貸します 〜ファミリー・コンプレックス〜』 - 吉川謙一郎 役
  - テレビ朝日『警視庁捜査一課9係 season7』 - 鈴木智則 役
- 2013年
  - ひかりTV『Go!Go!家電男子』 - ポットン 役（声の出演）[7]
- 2014年
  - フジテレビ『福家警部補の挨拶』 - 小寺浩二 役
  - 日本テレビ『戦力外捜査官』 - 園田義之 役
- 2016年
  - TBS『99.9-刑事専門弁護士-』 - 霜田先生 役
  - 「演劇人は、夜な夜な、下北の街で呑み明かす…」第4夜（2016年7月前編20・22日、後編27・29日、BSスカパー!）
  - 読売テレビ『黒い十人の女』 - 冬樹 役
- 2018年
  - テレビ東京『魔法×戦士 マジマジョピュアーズ!』 - 愛乃誠 役
- 2019年
  - テレビ東京『よつば銀行 原島浩美がモノ申す！～この女に賭けろ～』 第4話（2019年2月4日） - 森弘道 役
- 2021年
  - テレビ朝日『遺留捜査 第6シーズン』 第9話（2021年3月11日） - 吉井寿樹 役
- 2024年
  - NHK『虎に翼』（2024年9月16日 - 25日） - 豊谷 役[8]

### Web・配信ドラマ
- 山岸ですがなにか（2017年7月、Hulu） - 脚本家 役

### CM
- 2004年
  - TV-CM NHK 『BSドラマティックアート』（番組宣伝）
- 2005年
  - TV・WEB-CM 『goo〜知りたい男篇〜』D/山内健司
  - TV-CM 『エイブル』
- 2009年
  - TV-CM 『アーモンドプレミオ』